# Ajinomoto
 (јап.  — „суштина укуса”) је јапанска мултинационална прехрамбена и биотехнолошка компанија која производи зачине, уља за кување, смрзнуту храну, пића, заслађиваче, аминокиселине и фармацеутске производе. Седиште компаније је у месту Чуо, Токио.
Име предузећа потиче од трговачког имена за оригинални производ предузећа, мононатријум глутамат, први те врсте, од 1909. године.